# فأر ناعم منمش
فأر ناعم منمش (الاسم العلمي: Liomys irroratus) هو نوع من الحيوانات يتبع جنس فأر ناعم من فصيلة الفئران المتغايرة.